# 潘曾瑋 (明朝)
潘曾瑋（16世紀—17世紀），字采生，號二岳，南直隸鎮江府溧陽縣人，明朝、南明政治人物。

## 生平
潘曾瑋年少貧而力學，崇禎三年（1630年）中舉人，次年（1598年）聯捷進士，授浙江杭州教授，遷任國子監博士，上呈《北雍條議》。擢戶部主事後，革除夙弊，在蕪湖榷關時，謝絕饋贈。陞廣東分巡副使，平定海盜李朝天、劉鐵臂等萬餘人。
明亡仕清，不久隨李成棟反正，和洪天擢、李綺到南寧迎接永曆帝，陞任光祿寺少卿，轉任大理寺卿。不久辭官歸鄉，杜門教學。有子八人、孫三十人。卒祀鄉賢祠。

## 引用
1. 1 2  嘉慶《溧陽縣志·卷十一·人物志》：潘曾瑋，字采生，少孤貧力學，登崇禎四年進士。厯官戶部郎，釐剔草場積弊；榷關蕪湖，屏絕苞苴，擢廣東巡副使，官至大理寺卿。值時多艱，解組歸里，杜門課子而外無他營焉；子八人、孫三十人，其後簪纓奕葉，擬之萬石君家，咸謂厚德之報云，祀鄉賢。
2. ↑  嘉慶《溧陽縣志·卷十·選舉志》：崇禎……潘曾瑋 同庚午（舉人），見進士
3. ↑  《崇祯四年辛未科三百五十名进士履历》：潘曾玮，二岳，诗三房，癸丑八月十三日生。溧阳人，庚午一百六名，會二十八，三甲三十四名。礼部政，授杭州府教授，壬申升国子博士，丁忧。乙亥补博士，丙子升户部湖广司主事，本年芜湖钞关，戊寅管盈積草場，己卯降补按察司簡校，庚辰升嚴州府推官。曾祖籌。祖垓。父科麟，庠生。
4. ↑  錢海岳《南明史·卷五十七·列傳第三十三》：（李成棟）已反正，命（洪天擢）與潘曾瑋、李綺齎奏南寧迎駕。……曾瑋，字采生，溧陽人。崇禎四年進士。自杭州教授，遷國子博士，上北雍條議。擢戶部郎中，釐剔草場夙弊。榷蕪關，力絕苞苴。出為廣東副使，平海盜李朝天、劉鐵臂等萬餘人。後降於清。反正，陞光祿少卿，轉大理卿。